# 短冠东风菜
短冠东风菜（学名：Doellingeria marchandii）是菊科东风菜属的植物，是中国的特有植物。分布于中国大陆的广东、浙江、广西、四川、湖北、云南等地，生长于海拔500米至1,100米的地区，一般生于山谷、田间、水边及路旁，目前尚未由人工引种栽培。